# Csang Hjongszok
Csang Hjongszok (hangul: 장형석, handzsa: 張 亨碩, RR: Jang Hyung-seok; 1972. július 7. –) dél-koreai válogatott labdarúgó. 

## Pályafutása

### Klubcsapatban
1992 és 1999 között az Ulszan Hyundai játékosa volt. 1999 és 2001 között az Anyang LG Cheetahs, 2002-ben a Bucshon SK csapatában játszott. 

### A válogatottban
1997 és 1998 között 10 alkalommal játszott a dél-koreai válogatottban és 1 gólt szerzett. Részt vett az 1998-as világbajnokságon.

## Sikerei, díjai
Ulszan Hyundai
- Dél-koreai bajnok (1): 1996

Anyang LG Cheetahs
- Dél-koreai bajnok (1): 2000